# Ann Jonas
Pour les articles homonymes, voir Jonas (homonymie).
Ann Jonas, née en 1932 à New York, morte le 29 septembre 2013 à l'âge de 81 ans, était auteur et illustratrice de livres pour enfants.

## Biographie
Après avoir commencé à travailler en tant que graphiste, elle publie son premier album, Two Bears Cubs, en 1982. Ses albums, tous très différents les uns des autres, sont chacun une expérimentation, une invitation à se questionner, à voir autre chose, autrement. D'une grande richesse graphique et narrative, son travail est pourtant méconnu en France, où seuls certains de ses livres ont été traduits dans les années 1980 à L'École des loisirs, mais peu réédités depuis. Une de ses œuvres les plus particulières est sans doute Round Trip, publié sous le titre Aller-Retour en France, un album en noir et blanc dont les images se lisent dans les deux sens, anéantissant les notions d'endroit, d'envers, de sens de lecture.
Ann Jonas était mariée à Donald Crews, graphiste et également créateur de livres pour enfants. Ils ont eu deux filles, Nina et Amy. Nina Crews, photographe, est également créatrice d'albums assez novateurs en matière de photographie narrative.

### En français
- Quand tu étais Bébé, L'École des loisirs, 1984
- L'édredon, 1985
- Le safari, 1986
- Qu'est-ce que j'en ai fait ?, 1987
- Aller-Retour, 1987
- L'édredon, 1997
- Où est maman Ourse ?, Didier Jeunesse, 2012
- L'arbre de Paix, Flamarion, 2013

### En anglais
- Two Bear Cubs, Greenwillow, New York, 1982
- Round Trip, 1983
- Holes and Peeks, 1984
- The Quilt, 1984
- The Trek, 1985
- Where Can It Be ?, 1986
- Now Can We Go ?, 1986
- Reflections, 1987
- When You Were a Baby, 1991
- The 13th Clue, 1992
- Aardvarks, Disembark, 1994
- Splash, 1995
- Watch William Walk, 1997
- Bird Talk, 1998